# راتنابورا
راتنابورا (بالإنجليزية: Ratnapura)‏ هي مدينة من مدن سريلانكا و عاصمة إقليم ساباراغاموا. يبلغ عدد سكانها 52,170 نسمة وذلك حسب إحصائيات سنة 2011. يبلغ ارتفاع المدينة عن سطح البحر قرابة 130 متر. تبلغ مساحتها 20 كم². تتواجد المدينة على مسافة 101 كلم من الجنوب الشرقي لكولومبو.

## التسمية
تعني كلمة راتنابورا باللغة السنهالية مدينة الأحجار الكريمة (راتنا=أحجار كريمة؛ بورا=مدينة)، و ترجع التسمية إلى شهرة المدينة، منذ القدم، باستخراج و تجارة الأحجار الكريمة.

## المناطق السياحية
تتواجد راتنابورا في موقع غني بالمناطق السياحية كجبل آدم، و محمية غابة سنهاراجا.

## السكان
انتقل عدد سكان المدينة من 084 4، في 1901، إلى 170 52 في 2011، أي ما يعادل 5% تقريبا من العدد الإجمالي لسكان مقاطعة راتنابورا.